# Årets kulturtidskrift i Norden
Årets kulturtidskrift i Norden utdelas årligen sedan 2009 av organisationen Nordiska Kulturtidskriftsföreningen. Nominerade tidskrifter är tidskrifter som utsetts som årets kulturtidskrifter i respektive land.

## Pristagare
- 2009 Vinduet, norsk litterär tidskrift
- 2010 Syn og Segn, norsk tidskrift om politik, litteratur och samhälle
- 2011 Bokvennen, norsk litteraturtidskrift
- 2012 Standart, dansk litteraturtidskrift
- 2013 Den Blå Port, dansk tidskrift för litteratur och litteraturkritik
- 2014 Arkitektur DK, dansk arkitekturtidskrift
- 2015 Hemslöjd, svensk tidskrift om slöjd, hantverk och konsthantverk
- 2016 Fanfare, norsk allmänkulturtidskrift
- 2017 Inget pris utdelat
- 2018 Inget pris utdelat
- 2019 TulijaSavu, finsk lyriktidskrift
- 2020 Inget pris utdelat
- 2021  Inget pris utdelat
- 2022  Inget pris utdelat
- 2023 Prosa, nordsk tidskrift